# オルガ・チェホーワ
オルガ・チェホーワ（ドイツ語: Olga Tschechowa, オリガ・コンスタンティノヴナ・チェホーワ ロシア語: О́льга Константи́новна Че́хова, ラテン文字転写: Ol'ga Konstantinovna Chekhova, 1897年4月14日 - 1980年3月9日）は、ロシアの女優。

## 来歴
ロシア帝国アレクサンドロポリ（現：アルメニア共和国ギュムリ）生まれ。父親はドイツ系の鉄道技師。父方の叔母はロシアを代表する劇作家アントン・チェーホフ夫人で女優のオリガ・クニッペルである。エレオノーラ・ドゥーゼの舞台を見て女優になる決意をし、モスクワ芸術座に参加。そこで出会った俳優ミハイル・チェーホフ（アントン・チェーホフの甥）と1914年に結婚、2年後に娘を出産。しかし1917年に夫と離婚し、同年に起こった革命を受けてロシアを出国、ウィーンを経て1920年にベルリンに移住した。
ドイツの映画では「フォーゲルエート城」(F・W・ムルナウ監督、1921年)で初出演した。以後スターとしてドイツやオーストリアの映画界で活躍した。アドルフ・ヒトラーのお気に入り女優の一人であったことでも知られる。戦後はミュンヘンへ移り住み、化粧品会社を経営しながら脇役として時折映画に出演した。

## 出演作品
- U-47出撃せよ
- 情熱の薔薇
- ブルグ劇場
- 荒天飛行
- 魂を失へる男
- 間諜アゼフ
- ペーア・ギント
- たそがれの維納
- 国際間諜団
- ガソリン・ボーイ三人組
- 拳闘王
- 神々の寵児
- トロイカ
- 美はしの人生
- イタリア麦の帽子
- ムーラン・ルージュ
- 焔の裡の女
- 巌頭の怪奇
- ノラ
- フォーゲルエート城